# هوبير جورج أوكتافيوس توماس
هوبير جورج أوكتافيوس توماس (بالإنجليزية: Hubert George Octavius Thomas)‏ هو مهندس معماري أسترالي، ولد في 1857، وتوفي في 2 مارس 1922.